# كانتون تيسينو
كانتون تيتشينو. هو واحد من كانتون سويسرا.

## أعلام
- إريك ماريا ريمارك
- إيفان ديسني
- ماركو كولاندريا
- بيترو راب
- أرنالدو أورتيلي